# Alastis
Alastis – szwajcarska grupa blackmetalowa, powstała w Sion, w roku 1989. 
Duży wpływ na ich twórczość wywarła znajoma formacja z kraju, Samael. W ich stylu gry można się doszukać wspływów takich gatunków, jak gothic metal czy industrial. Taki styl gry przybrali dopiero po tym jak podpisali kontrakt z Century Media, gdyż wcześniej grali raw black metal. Wokalista grupy Samael, Vorph, udzielił się na jednym z ich dem, które nosi tytuł Black Wedding (1990). Poza tym Masmiseim grał w Alastis jako basista do roku 1992, zanim stał się członkiem Samael. Dawny perkusista grupy Acronoise, jest bratem Masmiseim'a. Ich ostatni album Unity, został wydany w roku 2001.

## Wznowienie działalności
W 2024 roku za pośrednictwem strony Alastis Records, zespół ogłosił wznowienie działalności oraz pracę nad albumem, który ma zawierać nowe aranżacje starych utworów. Nie jest jeszcze znany tytuł albumu ani przewidywana data premiery. Ta sama strona podaje również, że klawiszowiec Graven X zmarł w 2020 roku. Ponieważ miał on znaczący wpływ na brzmienie płyty Unity, przyszła twórczość nie będzie do niej zbliżona.

## Muzycy

### Ostatni znany skład zespołu
- War D. - gitara, śpiew
- Nick - gitara
- Raff - gitara basowa
- Sebastian - perkusja
- Graven X - keyboard, sample

### Byli członkowie zespołu
- Masmiseîm (1987-1990) - gitara basowa
- Acronoïse (1987-2000) - perkusja
- Eric (1991-1992) - gitara basowa, śpiew
- Didier Rotten (1993-1997) - gitara basowa, śpiew
- Zumof (1987-1991) - śpiew
- Steff Terry - gitara

## Dyskografia
- Black Wedding (Demo, 1990)
- Promo 1991 (Demo, 1991)
- The Just Law (LP, 1992)
- ...And Death Smiled (LP, 1995)
- The Other Side (LP, 1996)
- Revenge (LP, 1998)
- Unity (LP, 2001)